# コピアポ鉱山落盤事故
座標: 南緯27度9分36.73秒 西経70度29分48.4秒 / 南緯27.1602028度 西経70.496778度コピアポ鉱山落盤事故（コピアポこうざんらくばんじこ）とは、チリ共和国アタカマ州コピアポ近郊のサンホセ鉱山にて、現地時間2010年8月5日に発生した坑道の崩落事故。崩落により33名の男性鉱山作業員が閉じ込められるも、事故から69日後の現地時間10月13日に全員が救出された。サン・ホセ鉱山（el yacimiento San José または la mina San José）は、コピアポの45キロ北に位置する。鉱山を所有していたミネラサンエステバン社は、のちに倒産した。
作業員たちが閉じ込められたのは地下634メートルの坑道内で、坑道入り口から5キロの位置である。鉱山会社の弁護士を含む数名が、作業員らが救出されたあと、鉱山所有者らが破産する可能性を指摘している。サンホセ鉱山は金と銅の産出で1889年から操業してきた。現在の所有者は、マルセロ・ケメニー・ヒューラー（持ち分40％）とアレハンドロ・ボーン（60％）の2人である。

## 事故の経緯

### 事故の背景
チリは鉱業国として長い歴史を持つ（2010年は銅生産世界シェア35 %ほどとリチウム生産量世界一）。しかし一方で採掘現場の安全確保は立ち遅れ、2000年から年平均34人が採掘中の事故により亡くなっている。2008年には43人の命が失われ、2009年に19万1685件の事故が発生し443人が死亡、2010年の第1四半期だけでも155人が死亡している。
コピアポ鉱山の坑道は螺旋状に1本道で地下深くに伸びており、迂回路や退避路は設けられていなかった。コピアポ鉱山でも2004年と2007年に各1名の死亡事故を含む複数の事故が起こっており、政府は2010年7月から、鉱山所有会社らに坑道の強化の不備の旨の警告を発していた。1995年に鉱山労働組合はコピアポ鉱山の閉鎖を要求、裁判所にも持ちだされた。2005年から2007年にかけ労働監督局は閉山を決定したものの、なんの改善措置も行政監督もなく、2009年に操業再開が認められた。今回の事故原因の強度不足も、事故が起きる前の段階で予測可能だったものを、早期に鉱山閉鎖をしなかった理由について論争を引き起こしている。全国地質・鉱山事業局（Sernageomin）の役割が疑われ、Sernageominの17人の監督官による責任のなすりあいが行われる一方で、鉱山経営者との間に利益提供があったことが疑われている。アタカマ州には2000から3000の鉱山があるが、担当する監督官はわずか2名であった。

### 事故の発生
2010年8月5日、作業員達は二手に分かれて作業をしていた。まず地下460メートル地点で落盤事故が発生し、大量の土砂が作業員の3メートル手前まで押し寄せる。事故発生当時、坑道出口付近で作業していたグループは速やかに脱出したが、坑道奥で作業していた33名は坑内に閉じ込められた。事故に遭遇した労働者は皆男性で、32名のチリ人と1名のボリビア人であった。閉じ込められた作業員は通気孔からの脱出を模索したが、通気孔にはステップがなく脱出は不可能であった。その後、8月8日にも地下510メートルの地点でも落盤があり、坑道は闇に包まれた。鉱山のオーナーは事故発生後9日間行方をくらまし、8月13日にやっと人々の前に姿を現して「私たちにとってもっとも重要なことは、労働者とその家族だ」と述べたが、逆に被害者家族より非難を受けた。
事故後18日目の生存確認
生存は絶望視されていたが、救助隊は確認のため地下700メートルの避難所まで直径8センチのドリルで穴を掘った。22日にドリルを引き上げたところ、先端に赤い文字で「われわれ33名は待避所で無事である」旨をスペイン語で手書きされた紙がくくりつけられているのを発見、坑内に閉じ込められた33名が地下700メートルの避難所で生存していることが確認され、さらにはこの中にはある従業員による妻宛に自分が元気であることを伝えるラブレターなども含まれていた。そして救助隊が直径10センチとなった穴にファイバースコープを挿し込むと地下の鉱員の顔が映し出された。翌23日には音声での通話に成功している。
救出活動を現地で見守っていたチリ大統領セバスティアン・ピニェラはこの生存確認を受けて、現地に集まっていた鉱夫の家族たちに対して拡声器で生存確認を報告、現地は歓声に包まれ、首都サンティアゴでもラッパが吹かれるなど歓喜の渦に包まれ、チリ各地で広場に集まったり、車のクラクションを鳴らしたりして生存を祝った。
地下での被災状況
避難所には通風口がつながっていたため、彼らは生存していたが、食料や水はわずかにしかなく、1日おきに1人当たり小さじ2杯分の缶詰のマグロ・牛乳1口・ビスケット1枚を分配してしのいでいた。彼らが発見されたときの備蓄食料は、あと2日分しか残っていなかった。保健相によると作業員は、1人あたり平均で体重が10キロ落ちた。避難所の広さは約50平方メートルだが、長さ約1.8キロの坑道に通じており、地下620メートルの作業場（ワークショップ）や坑道最深部まで自由に歩き回ることができ、排泄物も場所を決めて坑道奥に廃棄していた。33人は坑道内のトラックのバッテリーを使ってヘッドライトを充電し、光源にしていた。

## 耐久生活
鉱夫たちは50平方メートルほどのシェルターにいたが、通気性に問題があったため、坑道に移らざるをえなかった。シェルターのほか、動きまわるスペースのある2キロほどの地下通路があった。鉱夫たちはバックホーを使って地下水を確保している。鉱山シャフトの内側にある搬送機のラジエーターからもある程度水を得ることができた。食料は限られていたため、1人あたり8キロほど体重を落としている。緊急時にと残されていた食料はわずか2、3日分であり、彼らはそれを分け合って、発見されるまでの2週間をやりくりした。彼らが口にしていたのは「48時間ごとにマグロの缶詰を小ぶりのスプーンに2杯、牛乳を一口、ビスケットを1枚、桃の一切れ」であった。明かりにはトラックのバッテリーを使ってヘルメットのランプを灯している。
退院後のマリオ・セプルベダの言葉によれば33人は「一人一票制の民主主義を採用していた。脱出口を探したり、士気を高めようと皆で頑張った」「もし関係が破綻したら、みんなおしまいってことは誰もがわかっていた。毎日別の人間が何かしら不始末をやらかしたけど、そういうときはいつでも、みんながチームとして士気を維持しようとしていた」という。セプルベダはじめ古参の鉱夫は若い人間をよく助けたが、鉱山内で起こったことの詳細、特に絶望的だった最初の何週かに起こったことについては口を閉ざすよう皆で誓った、と彼は言った。そういった出来事の中には、仲間が死亡した場合にその肉を食べることも真剣に検討したことも含まれていた。
アバロスもまた、地下で生き残るため空腹に打ち勝とうと力を合わせた。「まとまりになれば、頑張りとおせる。希望をもっていられる。生き残るとみんなが信じなければいけなかった」と語っている。かつてプロのサッカー選手だったフランクリン・ロボスは自分たちが素晴らしいサッカーチームであるかのように行動したという。「ひどいことが起きたけど協力しあった。何もなかった、水が飲みたくても飲み物なんてどこにもなかったときも。僕らは協力しあったんだ。食べるものもなくて、スプーン一杯のツナ缶を口にしたぐらいだったときも。それで本当に結束することができた」。

### 主要人物
ルイス・アルベルト・ウルスア
鉱山の現場監督だった。事態が容易ならざるものであること、救出が難しいことを理解し、「避難所」と彼らが呼んだ安全地帯に鉱夫たちを移動させた。わずかな物資を長期間もたせるために皆のまとめ役となった。事故の直後には3人を選抜して坑道を探索させ、状況を確認した。周辺の情報を細かくまとめた地図は救出を容易なものにした。救出作戦においては、地下の側から地上のエンジニアとテレビ会議で密に連絡をとっている。また救出の際には「自らが最後まで残る」と希望する者が複数存在したが、その役職上の責任もあり、ルイスが最後まで残ることが認められ、33人目の救出者となった。ピーター・ドラッカーの愛読者でもある。
フロレンシオ・アバロス
地下ではサブリーダーになり、ウルスアを支えた。それまでの経験と丈夫な肉体、精神力を買われて、脱出用カプセルへ乗る最初の人間に選ばれた。もともとはシャイな人間であり、鉱夫の家族へ送るビデオを撮る際は撮影係にまわった。彼の弟も閉じ込められている。
ジョニ・バリオス
医師役をつとめて全員の健康状態を確認し、必要ならワクチンを与えたり、地上の医療班に仔細な報告をした。仲間たちはアメリカのテレビドラマにちなんで、彼を「ドクターハウス」と冗談めかして呼んでいた 。
マリオ・ゴメス
一番の年長者であり、宗教面でのリーダーとなった。聖像を掲げて礼拝所を設け、地上の精神科医のカウンセリングを助けている。
ホセ・エンリケス
33年間採掘に携わりながら同時に牧師（福音派）でもあった。鉱夫たちの司祭となり日々の祈祷を行った。
マリオ・セプルベダ
精力的に鉱山内の状況をビデオに収めて地上に送り、世界中に彼らが首尾よくやっていることを伝えた。地元メディアは彼をテレビゲームにちなんで「スーペルマリオ」とあだ名していた。

## 作業員の健康
8月23日、鉱夫たちと音声での交信が可能となった。健康上の問題はほとんどないことが報告された。「地下700メートルに閉じ込められ、高温多湿な中で18日間も過ごしたわりには想定していたほど彼らは不調をきたしていない」と救助隊の医師はメディアに語っており、また5 %ブドウ糖液と過度の空腹による胃潰瘍を抑える薬が彼らのもとに届いていることも伝えた。物資は伝書鳩の役割にちなんで palomas（鳩）と名づけられた1.5メートルの青いプラスチックのカプセルによって1時間かけて搬送された。エンジニアたちはボーリング穴をゲルで覆い、シャフトを補強するとともにカプセルが通過しやすくした。高濃度のブドウ糖液や補水液、薬品などのほか、鉱夫たちが空気不足を伝えると酸素も送られるようになった。固形食も数日してから運ばれている。ボーリング穴は他にも2つ開けられた。1つが酸素を送るためで、もう1つが鉱夫の家族とビデオチャット用の装置を通すために使われた。親族は手紙を書くことも許可されていたが、前向きな内容にするように要求された。
鉱夫の士気を案じて、救助隊は検討されている計画では救出に数か月かかるかもしれないことを鉱夫たちに伝えることをためらった。
救助隊と顧問医は鉱夫たちが非常に統率のとれた集団だったとしている。救助隊とともに働いた心理学者や医師は彼らを暇にさせず、精神を集中させるようにした。タイマーつきの蛍光灯が届けられ、擬似的に再現された昼夜によって人間の通常の生活リズムが保たれるようにした。鉱夫たちは救出に向けて尽力する人々の能力を確信し、「この地底から助け出すために、大勢のプロがいてくれている」と言った。心理学者は鉱夫たちが悲観的にならず気力を保つためにはそれぞれに見合った仕事を受け持つことが大切だと確信した 。彼らは8時間ごとのシフトを組む3つの班にわかれ、輸送カプセルの受け渡し、環境保全、それ以上の落盤を防ぐ安全管理、コミュニケーションや衛生関係の仕事を分担した。ウルスアが全体を統括するリーダーとなり、最年長のゴメスが精神的な指導者に選ばれた。精神衛生の専門家は集団が規律と規則を守ることが精神衛生のために重要だと信じ、集団が階級構造をとるよう補助した。

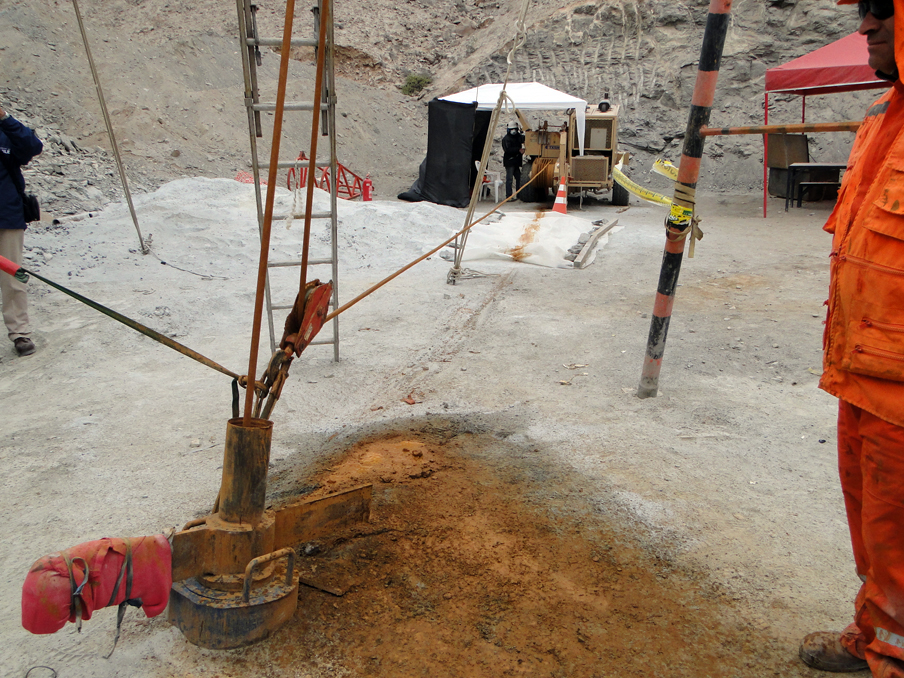
地下に閉じ込められた作業員に物資を補給するための細いチューブ（2本のうちの1本）

医療の仕事を任せ、健康について相談させるのにはジョニ・バリオスが最適だというのが医師たちの判断だった。彼はかつて医療トレーニングを受けたことがあったためである。彼は毎日回診をして診断票を作り、鉱夫たちのカルテを更新していた。地上の医療班とも毎日ミーティングをもっていた。彼が非常に忙しくなると、ダニエル・エレラを助手にして記録をつけるようになった。バリオスは破傷風やジフテリア、インフルエンザ、肺炎の予防注射も行った。鉱夫たちの多くは高温多湿の環境のため皮膚に大きな問題を抱えるようになった 。速乾性の衣服やマットレスなどが送られたために、地面に直に眠る必要はなくなっていた 。9月には止血帯や点滴薬、副木を含めた応急手当のキットが彼らのもとに届き、ビデオで応急処置を学習した。
温度と湿度が高い環境では衛生は重要な問題となる。場所決めを徹底することで清潔さは保たれた。「どうすれば環境が保てるのか彼らはよくわかっていた。トイレとゴミ捨て場を決め、リサイクルさえしていた。プラスチックと生ごみの分別もしていた。自分たちのいる場所に気を使っていたということだ」と医師のアンドレス・リャレナは語った。彼らは天然の落水を日常のシャワーとして使い、石鹸とシャンプーを palomas から受け取った。汚れた衣服は送り返した。彼らはいくつかの水源も掘り上げ、医師により飲料に適すると判断されたうえで、井戸の浄水剤が送られた。
環境と安全は第一の課題であった。19歳ともっとも若いジミー・サンチェスは「環境アシスタント」に任命され、毎日携帯用の機器で酸素と二酸化炭素を測定し空気の質を確かめた。温度は平均して31度であった。鉱夫たちによる班は落盤の危険のある箇所や天井から落石の危険のある箇所を特定するためにパトロールを行ったり、採掘作業の際に生じた水の流れを変える作業に従事したりした。
ハイメ・マニャリク保健相は「今の状況は宇宙ステーションの片隅で数か月過ごす宇宙飛行士の生活にとてもよく似ている」と語った。8月31日、NASAのスタッフがチリに到着し、救助を支援した。精神科医が2人、心理学者とエンジニアが1人ずつの4名である。
救出後、チリの大学でトラウマ、ストレス、災害に関する学部を統括しているロドリゴ・フィゲロア博士は、地上の家族と鉱夫たちが交わした手紙を読んだり彼らの行動をモニターした結果、そこには深刻な欠陥が見られ、地下の鉱夫たちは急に「赤ん坊」に戻ってしまったかのようだったと述べた。しかし「33人」の生来の強さは健在で、災害に立ち向かうため彼らが自然とチームとして組織化されたのもまた人間の持つ脅威への対応のひとつである。また、鉱夫たちの健全な精神は一貫して見られ、その精神はこれからも再開した地上生活で試されるだろう。

## 作業員の救助

### 8月
食事の確保
病気や感染症の予防や栄養補給の方法などを指導するため、閉鎖環境での生活のノウハウを持つアメリカ航空宇宙局（NASA）やアメリカ疾病予防管理センター（CDC）、ハーバード大学など外国の政府、研究機関に次々と支援や助言を仰いだ。救助チームは食料、水、酸素をドリルで開けた穴で供給した。
当初は急激なカロリー摂取による障害を避けるため、流動食から開始し、順次濃厚な食事に変更する予定であったが、栄養状態が深刻な作業員もいたため、予定が変更され、早い時期から濃厚な食事が提供された。
救出スケジュール
彼らを救出するためには、直径70センチの穴を地下700メートルまで掘り進むことになり、当初救出まで4か月かかると考えられていた。このことは地下で救出を待つ作業員らには、当初精神面での問題から伝えられていなかったが、のちほど大統領より「クリスマスまでには助け出す」というメッセージとして救出までの時間が長期に渡ることが知らされた。太った作業員は直径60センチの救出カプセルに入ることができず、ダイエットが必要とされた。

### 9月
地下への配給品
9月に入ってからは4人が虫歯に悩まされ、抗生物質・痛みどめ・特殊な歯ブラシなどを配給した。また、坑内は温度35度、湿度90 ％という悪環境であるため、水虫・皮膚炎・擦り傷などにも悩まされ、塗布薬や乾燥空気、予防ワクチンを送り込むなどしていたが、根本的な解決には至らなかった。
地下まで商用電源が届き、地下での照明などが確保された。当初喫煙は禁止されたが、換気のめどがついたため許可され、タバコも配給されるようになった。精神面に配慮し、聖書やスピーカー、音楽プレーヤーも届けられた。清潔なシャツや組み立て式簡易ベッドも送り込まれ、順次体力のない作業員に割り当てられた。酒類の提供は禁じられた。配給はpalomasから片道1時間を要して届けられた。食事は鉱山から1時間離れた場所にある食品工場から、温かい食事が送られた。
3つの救助計画
救出のためのルートは3つのルートで掘削された。
- プランA（Strata 950 raise-bore machine）

8月30日に坑道出口付近より掘削開始。まず直径35センチの穴を掘り、それを直径66センチに拡張する掘削方法。目標は地下702メートルの避難所だったが、ドリルの部品が落下するなど作業が難航した。
- プランB（Schramm T-130 machine）

プランAより標高が低い場所から9月5日に作業開始した。複数あった既存の直径10センチの補給用の穴の1つを拡大するもので、到達目標は比較的浅い場所にある作業所（ワークショップ、地下630メートル）が選ばれた。9月17日に直径30センチまで拡大が終了した。その後、直径70センチに拡大する作業が開始された。掘削された土砂は坑道に落下するため、鉱夫たちは24時間体制で落下した土砂を運搬する作業を強いられた。
- プランC（Rig 442 machine）

石油掘削用の大型機器を導入し、直径60センチの穴を一気に掘削する方式であった。工作機械の搬入が遅れたため、作業開始が9月19日と遅くなり、また硬い岩盤に阻まれ、作業はさらに遅れた。
その他、上記以外の救助案として、 坑道入り口から内部を数百メートル進んだ坑道の中から掘削する計画もあった。

### 10月
掘削作業完了
10月6日に、プランAの穴が587メートルに達し、あと残り100メートルになったと報道された。予定通りなら10月中旬には救出できる見込みであるとされた。プランBは466メートル、プランCは265メートルまで掘削が進行していたが、その後プランBの拡張作業の方が順調に進捗した。10月9日には、あと1、2日で穴が貫通する予定だと報じられた。
10月10日早朝にプランBの救出穴の拡張作業が終了した。当初の予定では、地表から100メートルほど地下は地層が不安定なため、厚さ3センチの鋼管を穴に挿入して補強する予定だったが、地下55メートル地点でそれ以上の挿入（補強）が不可能となり、地下100メートルまでの補強は断念された。世界中から集まった報道クルーは、日本も含む39か国、2500人に増えたと伝えられている。現地はごったがえし、コピアポ市役所の炊き出しが足りなくなるアクシデントに見舞われた。
救出作業
救出作業は、最初に鉱山知識が豊富で比較的健康な作業員を引き上げ、次いで衰弱した人、最後に頑健な作業員を救出する予定であった。
現地時間10月12日23時20分（日本時間10月13日11時20分）、最初の救助隊員が地下へと下った。同10月13日0時11分（日本時間10月13日12時11分）、最初の被災者が救助された。
被災者と入れ替わりに救助隊員が降下する形でまず計3名の救助隊員が地下へと下った。その後、断続的に残りの3名の救助隊員が地下に入った。医師や看護師を含む6人がカプセルで地下の避難所まで降り、33人の健康状態を確認、カプセルへの乗り込みの効率化を図った。初めのうちは1人救出するのに約1時間かかったが終わりのころにはそのサイクルは30分未満にまで短縮された。最後の被災者が救出されたのは現地時間10月13日21時56分（日本時間10月14日9時56分）、翌10月14日0時33分（日本時間10月14日12時33分）に最初に降下した救助隊員が帰還し救出作業は終了した。
救出作業は地下で長時間の閉鎖生活を強いられた作業員のため、直射日光を避けて深夜に開始された。作業員には紫外線を避けるためサングラスが配られ、地上に出たあともコンテナに入れられて待機しヘリコプターで病院に運ばれた。一部の作業員に、肺炎と手術が必要なくらいの深刻な虫歯が指摘されたが、ほとんどの作業員は2日間で退院し自宅に戻った。救出費用は全部で1000万ドルから2000万ドルとされた。
救助カプセル
作業員を搬出するカプセルは、実証用（1号機）、本番用（2号機）、予備用（3号機）の3台が海軍関連の造船会社によって製作され、完成後、9月に現地に運び込まれた。カプセルは直径60センチ、長さ約4メートル、重さ約450キロの鋼鉄製（寸法は2号機のもの）で、3つの酸素ボンベを備えており、「フェニックス」と命名された。内部に高さ1.9メートル、直径53センチの収容スペースがあり、作業員の体を固定するとともに、搬送中は酸素や電気、光が供給され、作業員がパニックにならないように工夫されていた。
救出孔にはレールがないために、降下・引き上げ時のカプセルの回転防止と、サスペンションの役目を果たす上下4つずつの計8個の車輪が取りつけられている。それでも救出中にはカプセルが回転してしまうため、作業員は乗り物酔いによる嘔吐を避ける必要があり、救助の6時間前から流動食に切り替えた。引き上げには片道40分かかることが想定されていたが、実際は片道20分で運用された。

### 救出時の服装
緑のつなぎ
鉱山事故に遭遇した労働者が着用していた緑色のつなぎは、汗を吸収するなど、上昇に伴う急激な温度低下から作業員を保護するために支給された。また、チリでは希望を象徴する色が緑であることが、つなぎの色の選定理由にもなったと報道されている。
Tシャツ
鉱山事故に遭遇した労働者が、緑色のつなぎの上に着用していた褐色のTシャツは、ホセ・エリンケスの家族からの Campus Crusade for Christ Chile への依頼に基づいて作られた。Campus Crusade for Christ Chile は、聖書と「イエス・キリストは墓のような洞穴の奥から、岩を動かして復活する」という聖書をもとに作られた映画を地下へ提供し、作業員を励ましていた。イエスは33歳とされていること、作業員は33人であることなどが、作業員の励みになったとされている。
左腕に "JESUS"、正面に “¡Gracias Señor! Thank you Lord”（スペイン語と英語で「主よ感謝します」）”、背中に詩篇95篇4節の "Porque en sus manos están las profundidades de la tierra. Y las alturas de los montes son suyas"（「深い地の底も御手の内にあり 山々の頂も主のもの」）"と書かれている。

## 各国からの支援
アメリカ
チリ当局の要請により、アメリカ航空宇宙局（NASA）の専門家チームが現地入りし、規則正しい生活の遵守や日光不足によるビタミンD摂取の必要性など、さまざまな助言を行った。
米国人技師ジェフ・ハートはアフガニスタンで駐留米軍とともに井戸の採掘作業に携わっていたが、チリ当局の要請により事故現場での620メートルの縦穴を掘る作業に従事し、それを成し遂げた。
暗闇に長期間置かれた作業員の網膜を、救出時に浴びるであろう地上の強い光から保護するために、ジャーナリスト・ジョナサン・フランクリンからの提言を受けたオークリー社はサングラスを提供した。260ドルで小売りされているものである。
バチカン
作業員たちは聖書と十字架像を所望した。ローマ教皇ベネディクト16世の意を受けて、サンティアゴ大司教のフランシスコ・ハビエル・エラスリス・オッサ枢機卿はロザリオを地下の作業員たちへ届けた。
中国
昆山から搬入されていた三一重機社のクレーンが救出作業に使われ、また専門家が現地に派遣された。全員救出後の10月14日、中国外交部の馬朝旭報道局長は、「中国が救出作業に貢献できたことを喜ばしく思う」とコメントを発表した。10月23日から、チリ北部サンホセ鉱山の落盤事故で作業員33人の救出のため製作された特殊カプセルのうちの1台、フェニックス1が上海万博チリ館で公開された。チリ館のホルヘ・A・イグレシアス館長は「万博閉幕まで残り1週間という時期に展示できたことは、チリと中国の友好にとって大変意義深い」と述べた。
日本
政府の意向により独立行政法人宇宙航空研究開発機構（JAXA）の宇宙飛行士の国際宇宙ステーションでの生活用に開発した下着（上下セット）が、在チリ日本大使館を通して10月7日にコピアポ市内にある支援物資用の倉庫へ搬送された。コピアポ市の地方新聞には「最新テクノロジーを駆使して作られたシャツ」と紹介された。
愛知県名古屋市にある川上産業は、緩衝材のプチプチを商品化した「プッチンスカット」を9月にチリ大使館を経由して贈っている。閉じ込められた鉱員のストレス解消のためとしているが、スペイン語での説明書きはつけずに贈られ、作業員全員が楽しんでいたという。同社広報は「プチプチを使っていただけたかどうかにかかわらず、無事に救出されて本当によかった」とコメントを発表した。
支援物資として送られたわけではないが、パナソニックのパソコン（TOUGHBOOK CF-U1）が作業員の体調管理（心拍数管理と推定される）に使われた。同社は当初事態を把握しておらず、報道の映像を見て初めて知ったという。同社広報は「世界が注目する歴史的な現場で、自社製品が役に立ったことはうれしい」とコメントを発表した。

## 政治利用・報道・今後の課題
10月の段階で、ピニェラ大統領の支持率は63％と、作業員救出が始まる前の46 ％から上昇した。ゴルボルネ鉱業相の支持率は91 ％に達した。
生存を知らせるメモが見つかった際はすぐに現場に駆けつけて歓喜の表情をテレビに見せ、作業員に子どもが生まれた際に病院に駆けつけテレビカメラの前で乳児にキス、救助された一人一人と抱擁、病院に現れ「サッカーの試合で彼らと対決したい。勝ったら大統領宮殿に招待、負けたら鉱山に逆戻りさせる」と発言するなどたびたびカメラの前に姿を現すピニェラ大統領に対して、閉じ込められた作業員の家族の一部や外国メディアから、ピニェラ大統領が救出作業を政治利用しているとの批判が出た。
当初は「クリスマス・イブ前後」とされていた救出予定日が徐々に「11月」「10月下旬」と早まり、大統領の欧州訪問予定日直前に調整したのではないかとの声が出た。9月19日には5回目の現地視察を行った日と同日に3本目の縦穴掘削工事が始まったことから、一部の家族は「視察に合わせるため、工事が遅らされた」と指摘、それに対して担当大臣は「大統領は事故当初から作業員の救出に全力を挙げてきた」など反論したが、救出開始は大統領が来るのにあわせて調整していたことを認めた。また「救出の時を作業員や家族、国民と共有することは私にとって大変重要」と述べて15日の訪欧予定日を17日に延期した。救出現場でボリビアのエボ・モラレス大統領と並んでいる映像が報道された。
10月16日、英国入りしたピニェラ大統領は炭鉱事故が相次ぐ中国などを念頭に「支援できるならぜひ力になりたい」と述べ、作業員救出のノウハウを各国に提供していく姿勢を示した。
救出された1人の妻は「政治家は成果を誇示したがる。みんなを助けてくれさえすればいい」と不満を語った。
日本国内のインターネット報道の見出しとしては以下のようなものが見られた。「チリ大統領、奇跡に「便乗」？支持率急上昇」（読売新聞）、「欧州では無名の大統領が奇跡の救出をしたたかに利用」、「事故を政権浮揚に利用？ チリ大統領に冷たい視線も」（スポーツニッポン）。
一方、作業員の発言の中には「救出されると分かったとき、中で起きたことは決して口外しないと全員で誓った」「鉱山で起きたことは鉱山に置いてきた」と報道から一定の距離を置こうとするものもある。また、救出作業員に「有名人としてではなく、鉱山作業員として扱われたかった」と言った者もいた。
フアン・ソマビアILO事務局長は救出作業継続中の13日に発表した声明で「ILOの事務局長としても、チリ人としても世界の人々とともに賛辞を贈りたい。鉱夫の落ち着き、勇気、組織力、命を愛する気持ち、国内外官民問わずに貢献したすべての人々の粘り強さ、技能、効率性、鉱夫らの家族と国家全体が示した連帯、信じる気持ちに敬意を表する。ピニェラ大統領、政府、チリ国民に賛辞を表する。経済的、技術的、人的な力が逆境を勝利に変えたのかもしれない。鉱夫の家族の連帯と全国民の信頼が不可能を可能にしたように見える。救助から学んだことは大きい。しかし、われわれは事故が安全措置が不十分であったことに起因する点を忘れてはならない。世界の労働力の約1 ％が従事する鉱業が全産業の8 ％の死亡災害を起こしている。労働災害は毎日約6300人の犠牲者を出し、年間合計では230万人以上に達する。労働災害は年間3億3700万件にのぼり、鉱業その他の劣悪な労働条件の改善に向けて課題は山積している」と述べた。
サンホセ鉱山の運営会社の資産は政府によって凍結され、賃金や失業手当が給付されるめどは立っていない。作業員の多くは長期間の過酷な鉱山労働で難聴や呼吸器の障害を抱えているとされる。同鉱山は閉山される見通しで補償もおぼつかない中、生還者以外の作業員約300人による救済を求める抗議活動が続いた。地域紙の記者は「今回の事故は鉱山のずさんな運営の実態を世界に訴える機会だったが、英雄物語の陰に隠れてしまった」と話した。政府系の全国紙は、一連の抗議活動をほとんど報じていないという。
なお、この落盤事故の生存者にボリビア人もいたことがきっかけで、長年関係が良くなかったチリとボリビアの関係が改善する可能性が高まっている。
2013年5月、事故当時現場監督だったウルスアが、鉱山で働く作業員の安全確保、労働環境の改善を目的とする財団「アタカマ33財団」を設立した。

## 国際社会への影響
セレブリティ同様の収入を得た労働者らは、確実に収入を分配するために会計士を雇用した。また33人は、彼らが今回の試練について語るときは、「ひとりが話す」ように話したいと言っている。彼らがまだ穴の中にいる間から、すでに公式の伝記の著者、あるいは詩人としてノミネートされている者もおり、潜在的な本の売上や、映画の権利などの需要が発生している。
最初の書籍、 "Under the Earth: The 33 Miners that Moved the World" が発行される予定である。また、チリでの救助活動に焦点をあてた、別の書籍 "33 Men, Buried Alive: The Inside Story of the Trapped Chilean Miners"（The Guardian誌のJonathan Franklin編）も英国で2011年初頭に発行される。
また、この事故を題材にした映画が制作されることが決まり、題名は「33人」になる。内容は実際の事象（映像）とフィクションを混ぜたものになるという。監督は同国出身の映画監督ロドリゴ・オルトゥサル。2010年8月22日に全員の生存が確認された時から持ち上がり、すでに撮影カメラを鉱山に配置し、テント村「希望」での撮影を開始している。救出された人と風貌の似た俳優をコピアポ周辺で探すほか、有名俳優の起用も決まっている。なお、この映画の収益金はすべて救出された鉱員の子どもたちの教育費として寄付されるものの、まだ関係者には映画の構想を話していない。
また、彼らにはテレビ出演のためのオファーもきている。マリオ（スーパーマリオ）セプルベーダはチリ版の「Children in Need」にあたる「Teleton」の司会を依頼されており、またマイアミテレビジョンのホストであるドン・フランシスコは、彼らを番組 "Sabado Gigante" に招待している。
最初の再現テレビドラマは、12月に放送される予定である。そして事故にちなんだインターネットドメイン名los33mineros.clに申請が3件、また、estamosbienenelrefugiolos33.clには申請が4件なされている。
ジョニ・バリオスは愛人問題を明かされたが、不倫相手を探す既婚者のためのオンラインデートサービスの顔として、10万USドルのオファーを受けており、同サイトのスペイン語のスポークスマンとなり、南北アメリカと中米でテレビ、ラジオ広告に出演する予定である。
12月13日には、マンチェスター・ユナイテッドFCの招待を受け試合を観戦。費用はスポンサーを務めるチリのワイン製造会社が負担した。
2014年、FIFAワールドカップ直前にはチリ代表のスポンサーを務めるチリ中央銀行の応援CMに出演している。
2015年、この事故をモデルとした映画『チリ33人 希望の軌跡』（THE 33）が8月6日にチリで公開された。監督はパトリシア・リゲン、脚本はホセ・リベーラ、主演はアントニオ・バンデラスが務め、映画ランキング初登場第1位を記録し、チリの映画のオープニング興行成績としては歴代2位を記録した。
2015年に漫画雑誌『ビッグコミック』で連載された、『ゴルゴ13』第557話「33+G」はこの事件がモデルになっており、主人公のゴルゴが実は事故に巻き込まれていた、という設定の話になっている（作中では「コピアコ鉱山」ともじられている）。